# Pterocladia
Pterocladia é um género de algas vermelho (Rhodophyta) que agrupa um conjunto de espécies de macroalgas marinhas filamentosas, cartilaginoso-texturada, de coloração avermelhada ou acastanhada, com talos achatados com 8–40 cm de comprimento. Várias espécies deste género apresentam considerável interesse económico como fonte de agar, estando entre as melhores agarófitas conhecidas.

## Descrição
Os talos são distintamente achatados com uma espessa nervura longitudinal central e ramificações em geral com um ou dois ramos laterais cada, mais finos em direcção à base. No geral, Pterocladia lucida aparece como pequenos aglomerados ou grupos de filamentos rosa-acastanhados.
Há uma grande quantidade de variação entre indivíduos na aparência dos talos, em grande parte devido à variação do grau de ramificação e a largura dos eixos, de tal forma que em vários momentos foram descritos um número de variedades. Pterocladia é comum em águas rasas até 20 metros de profundidade e pode resistir a água mais áspero do que muitos de seus concorrentes, tornando-se especialmente abundante em áreas expostas.